# داود بن أحمد
داود بن أحمد المسور بن عبد الله العلوي الطالبي   ،الأمير الحسني، علم من أعلام أهل البيت في القرن الثالث، مولده  بالحجاز وعلى أرجح الأقوال بالفرع بالفتح، منازل آبائه.
قال السيوطي في الخلاصة: والفرع بالفتحتين: من أودية الأشعر قرب سويقة بينها وبين مثعر على نحو مرحلة من المدينة، وهو فرع الِمسْوَر بن إبراهيم الزهري، أما الذي بضمتين أو ضمه وسكون: فعمل واسع عن يسار السقيا به مساجد نبوية وقرى. قلت : وفَرَع المِسْوَر يعرف اليوم: بفرع الردّادي وهو قرب سويقة المدينة (سويقة الثائرة)، التي توارى فيها عبد الله المحض و إبراهيم الغمر و الحسن المثلث، بنو الحسن بن الحسن، وخرج منها  محمد النفس الزكية وأخوه إبراهيم قتيل باخمرى وخرجا منها، ومات بها موسى الجون وتخفى فيه القاسم بن إبراهيم طباطبا وولده، ومات وقُبر فيه عند جبل الرس.
كان داود بن أحمد المِسْوَر  أميراً بينبع, قتله الجعفريون  بالمضيق سنة 266هـ, في حربهم مع العلويين , وكان ذلك في خلافة المعتمد العباسي.

## أعقابه
أعقب داود الأمير من ستة رجال، هم: الحسين الأكبر، وعلي الأزرق، والحسن الأصغر، وعند الأعرجي بالتصغير، وجعفر السراج، وإدريس الأمير، وأبي الكرام عبد الله, ويقال لولده الداودية , قال  عنهم ابن فندق في اللباب : رهط جليل , ولهم أعقاب من أمراء الحجاز وأجلاء اليمن.
ومن الداودية: الكراميون أولاد عبدالله أبوالكرام بن داود الأمير قبيلة عظيمة، قال الأزورقاني في الفخري:عبد الله أبي الكرام، وعقبه بطن كثير لهم عدد وهم يعرفون بالكراميين.
قلت: ومن الكراميين : محمد بن أحمد الحسني الطالبي 

## مقتله
قتله الجعفريون في المضيق سنة 266هـ, في حربهم مع العلويين، في خلافة الخليفة العباسي أحمد المعتمد على الله.